# Lamborghini Jarama 400 GTS
Lamborghini Jarama 400 GTS – samochód sportowy klasy wyższej produkowany przez włoską markę Lamborghini w latach 1972 - 1976. 

## Historia i opis modelu

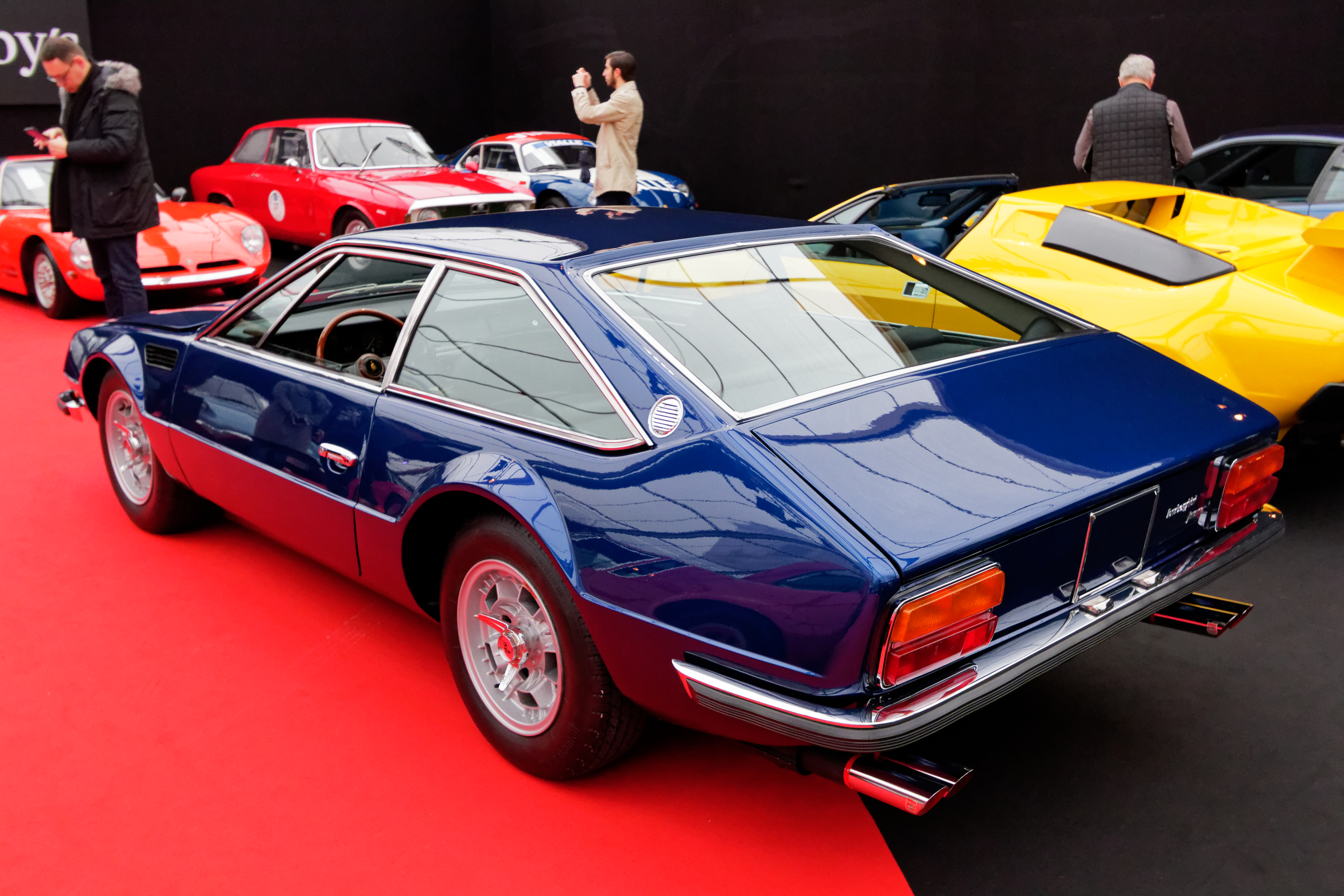
Lamborghini Jarama 400 GTS - tył

Model został zaprojektowany przez Bertone i zaprezentowany w 1972 w Genewie. Następca Jaramy 400 GT.
Lamborghini Jarama 400 GT, mimo tego że była naprawdę dobrym samochodem, sprzedawała się słabo, więc Lamborghini postanowilo wypuścić na rynek ulepszoną wersję. Zaprezentowano ją 2 lata po rozpoczęciu produkcji pierwszej wersji, czyli w 1972. Podwozie i zawieszenie się nie zmieniły. W wyglądzie nadwozia przeprowadzono kosmetyczne poprawki. Na masce pojawił się szeroki, płaski wlot powietrza. Dodatkowo wycięto wolty za przednimi nadkolami. Zmieniono konfigurację wycieraczek przedniej szyby oraz dodano nowe zderzaki. Zaadaptowano również felgi z Espady 400 GTE. Pozostawiono charakterystyczne przednie reflektory. Wnętrze zostało całkowicie przekonstruowane. Przeprojektowano całą deskę rozdzielczą. Skórę zostawiono tylko na fotelach i boczkach drzwi. Resztę powierzchni pokryto ciemnym, zamszowym materiałem. 
Większość drewnianych detali zastąpiono odpowiednikami z matowego aluminium. Zamontowano lepszą klimatyzację oraz nowe przyciski na desce rozdzielczej. Zmieniono także przednie fotele, dzięki którym pasażerowie na tylnej kanapie uzyskali więcej miejsca na nogi. Do budowy wnętrza użyto lżejszych materiałów, co zaowocowało zmniejszeniem wagi o 80 kg. W Jaramie GTS zastosowano nowy, bardziej sportowy układ wydechowy oraz zmodyfikowano układ dolotowy. Dzięki niemu moc silnika wzrosła do 269 kW (365 KM). Jarama GTS to pierwsze Lamborghini, które można było kupić z automatyczną skrzynią biegów. Była ona konstrukcją Chryslera i nosiła nazwę TorqueFlite. Mimo wygody takiego rozwiązania sprzedano tylko 10 GTS z automatem. Pozostałe 140 szt. wyposażono w 5-bieg. skrzynię manualną firmy ZF. Przez kłopoty finansowe firmy wyprodukowano tylko 150 sztuk tego modelu.

### Jarama Bob
Jarama Bob to Jarama 400 GTS przerobiona przez Boba Wallace'a - twórcę Lamborghini Miura Jota oraz Urraco Rallye. Auto poddano kompleksowej przeróbce, obejmującej niemal wszystkie elementy. W celu zmniejszenia masy pojazdu Bob Wallace zastąpił większość stalowych elementów nadwozia aluminiowymi odpowiednikami, szyby wykonano z pleksi, a reflektory powędrowały w dół i pozbyły się klapek. By idealnie wyważyć auto silnik powędrował do tyłu. Zmieniło się także położenie zbiornika paliwa i akumulatora. Efekt to idealny rozkład masy: 50% na tył i tyle samo na przód. Pojazd posiadał klatkę bezpieczeństwa. Bob Wallace przy modyfikacji auta nie pominął silnika. Zastosowano nowe gaźniki Weber, przez co moc wzrosła do 280 kW (380 KM). Wymagało to przebudowy systemu chłodzącego. Bob także zastosował większe tarcze hamulcowe i wyścigowe amortyzatory Koni. Prędkość maksymalna Jaramy Bob wynosiła 270 km/h. Ze względu na kłopoty finansowe samochód sprzedano do Arabii Saudyjskiej. Świat zapomniał o Jaramie Bob do czasu odnalezienia jej wraku w 1999. Auto ściągnięto do Wielkiej Brytanii, gdzie przeprowadzono z sukcesem jego rekonstrukcję.

### Silnik
- V12 3,9 l (3929 cm³), 2 zawory na cylinder, DOHC
- Układ zasilania: sześć gaźników Weber
- Średnica cylindra × skok tłoka: 82,00 mm × 62,00 mm
- Stopień sprężania: 10,7:1
- Moc maksymalna: 370 KM (272 kW) przy 7500 obr./min
- Maksymalny moment obrotowy: 407 N•m przy 5500 obr./min

### Osiągi
- Przyspieszenie 0-100 km/h: 6,8 s
- Czas przejazdu pierwszych 400 m: 14,9 s
- Prędkość maksymalna: 261 km/h